# コンスタンティヌスの凱旋門
コンスタンティヌスの凱旋門（コンスタンティヌスのがいせんもん、ラテン語: Arcus Constantini，イタリア語: Arco di Costantino）は、イタリアの首都ローマにある古代ローマ時代の凱旋門で、ローマ建築の代表的なものである。
フラウィウス円形闘技場（コロッセオ）とパラティウムの丘、フォルム・ロマヌムの間に位置している。西の副帝であったコンスタンティヌスが、ミルウィウス橋の戦いで正帝マクセンティウスに勝利し、西ローマの唯一の皇帝となった事を記念し建てられた。
フランスのパリに建設されたカルーゼル凱旋門のモデルにもなっている。

## 歴史
後にローマ帝国唯一の皇帝となるコンスタンティヌスは、当時西ローマの副帝の地位にあったが、サクサ・ルブラで正帝マクセンティウスの軍団を撃破し、312年10月28日に、ミルウィウス（現ミルヴィオ）においてマクセンティウスを河畔に追いつめ、溺死させることに成功した（ミルウィウス橋の戦い）。コンスタンティヌスはローマに入城すると、フォルム・ロマヌム（現フォロ・ロマーノ）のロストラに立って凱旋演説を行い、フォルム・ユリウム（現フォロ・ジュリアーノ）にて市民に賜金を施した。コンスタンティヌスの凱旋門は、このコンスタンティヌス帝の在位10年目にあたる312年の勝利を記念して造られたものである。奉献式典は315年に行われた。
ただし、この凱旋門には、コンスタンティヌスの時代から遡ること200年前の建築物の装飾が用いられているため、近年、この凱旋門は実は2世紀頃に建設されたものであり、コンスタンティヌスはこれを改変しただけであるとする説も提唱されている。
1960年のローマオリンピックでは、マラソン競技のゴール地点に選ばれた。

## 構造
高さ21m、幅25.7m、奥行き約7.4m。3つの門を有し、中央の門が高さ約11m、幅約6.5m、左右の門が高さ約7m、幅3mであり、ローマにある凱旋門では最大である。構成は、フォルム・ロマヌムにあるセプティミウス・セウェルスの凱旋門のものを踏襲している。
基礎と下部構造は石灰華、最上部は煉瓦（外装は大理石）、円柱は黄色大理石、それ以外は白大理石から構成される。装飾は古い建築物からの転用材で、南北面の円形浮き彫りはハドリアヌス帝の時代の建築物から、最上層（アティック）の8枚のパネルは176年に建設されたマルクス・アウレリウス・アントニヌスの凱旋門からはぎ取られたものである。やはり最上層にある8体の彫像と南北面のパネル、中央の門の両側にあるパネルは、トラヤヌス帝が建設したトラヤヌスのフォルムからの転用材である。8本の黄色大理石の円柱も、由来不明だが、どこかの建物からもたらされたものと考えられている。これら以外の彫刻は、コンスタンティヌス1世の時代のものである。

各部浮彫の製作時代
濃緑:トラヤヌス帝時代の浮彫, 黄色:ハドリアヌス帝時代の浮彫, 水色:マルクス・アウレリウス・アントニヌス帝時代の浮彫, 橙色:コンスタンティヌス帝時代の浮彫

### マルクス・アウレリウス・アントニヌス帝時代の浮彫
凱旋門両正面の左右の小さな通路の上のフリーズ部分に掲げられている4対8枚の浮彫は、マルクス・アウレリウス・アントニヌス帝（在位 161年 - 180年）に献じられた未知のモニュメントから移設されたもので、マルコマンニ戦争（162年 - 180年）の場面を描いたものである。
凱旋門北側面の左側の浮彫は、皇帝のアドヴェントス（凱旋）とフラミニア街道で祝福されるプロフェクティオ（出撃）の光景を描いたもの。北側面の右側の浮彫は、ラルギティオ（勝利の報奨金）を配る皇帝と椅子に座り敗者のゲルマン人代表に引見しクレメンティア（寛容性）を示す皇帝の姿を描いたもの。
凱旋門南側面の左側の浮彫は、南側面の右の浮彫からの続きで、皇帝が敗者のゲルマン人代表に引見する姿や捕虜を見分する姿を描いたもの。南側面の右側の浮彫は、演説（Adlocutio）する皇帝の姿と、豚を犠牲に捧げる儀式ルストラリオを描いたものである。
マルコマンニ戦争遂行中にマルクス・アウレリウス・アントニヌス帝が病没したため、後を引き継ぎローマ側に有利な講和条件を得たマルクス・アウレリウス帝の息子であるコンモドゥス帝（在位 180年 - 192年）の姿も描かれていたはずであるが、コンモドゥス帝がダムナティオ・メモリアエ（記憶の破壊措置）を受けたため削り取られてしまったと考えられている。
- 北側面 左
凱旋・出撃の場面
- 北側面 右
褒章・寛容の場面
- 南側面 左
寛容の場面
- 南側面 右
演説・犠牲の場面

### トラヤヌス帝時代の浮彫
凱旋門の両側面のフリーズ部分および中央通路側面に掲げられている4枚の浮彫は、トラヤヌス帝のダキア戦争（101年 - 106年）の場面を描いたもので、トラヤヌスのフォルムまたはカエリウスの丘にあった皇帝の厩舎から移設されたと考えられている。この浮彫は縦3m、横30mの1枚のものであったが、凱旋門に取り付けるにあたって4分割されている。
- 西側面
- 東側面
- 中央通路 西側面
- 中央通路 東側面。左から女神ウィルトゥース・アウグスティ、トラヤヌス、女神ウィクトーリア[3]

### ハドリアヌス帝時代の浮彫
凱旋門両正面の左右の小さな通路の上にある2枚1組の円形の浮彫（直径2.4m, 両正面で合計8枚）は、ハドリアヌス帝（在位 117年 - 138年）時代のものである。
北正面の左の2枚は豚狩りとアポロ神への犠牲の場面を、右の2枚はライオン狩りとヘラクレス神への犠牲の場面。南正面の左の2枚は狩りへの出発とシルヴァヌス神への犠牲の場面を、右の2枚は熊狩りとディアーナ神への犠牲の場面を描いている。
この浮彫が造られた時にはハドリアヌス帝が描かれていたはずであるが、一部分はコンスタンティヌス1世帝やリキニウス帝（在位 308年 - 324年）、コンスタンティウス・クロルスのものに入れ替えられている。
- 北正面の左側
豚狩り・アポロ神犠牲
- 北正面の右側
ライオン狩り・ヘラクレス神犠牲
- 南正面の左側
出陣・シルヴァヌス神犠牲
- 南正面の右側
熊狩り・ディアーナ神犠牲

## 碑文

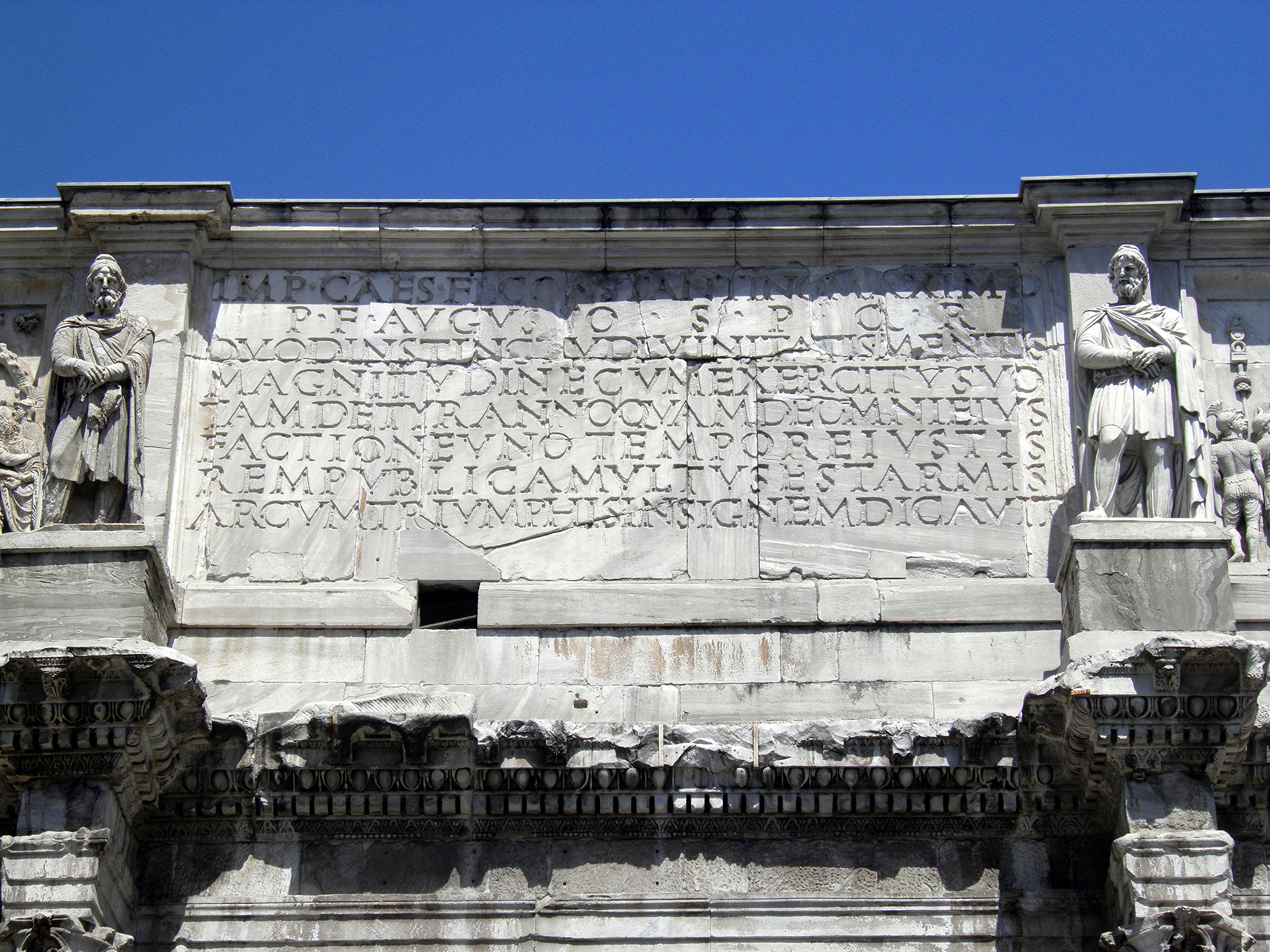
南面の碑文

凱旋門の両側の碑文は同一である。
IMP(eratori) CAES(ari) FL(avio) CONSTANTINO MAXIMO / P(io) F(elici) AUGUSTO S(enatus) P(opulus)Q(ue) R(omanus) / QUOD INSTINCTU DIVINITATIS MENTIS / MAGNITUDINE CUM EXERCITU SUO / TAM DE TYRANNO QUAM DE OMNI EIUS / FACTIONE UNO TEMPORE IUSTIS / REM PUBLICAM ULTUS EST ARMIS / ARCUM TRIUMPHIS INSIGNEM DICAVIT
（日本語直訳）インペラトル・カエサル・フラウィウス・コンスタンティヌス・マクシムス（偉大で）・ピウス（敬虔）・フェリクス（幸運なる）・アウグストゥス（＝コンスタンティヌス1世）に、ローマの元老院と人民（SPQR）は、神の精神の導きと彼自身の偉大さによって、国家に対する暴君とそれら一味に同時に、正当な軍事力を用いて復讐したことから、特別な凱旋門を捧げた。